# فضائية روناهي
فضائية روناهي (بالكردية : Ronahî TV) هي قناة تلفزيونية كردية تركز في تغطيتها على الكرد في سوريا بشكل خاص ، والكرد في باقي أنحاء العالم بشكل عام. انطلقت القناة عام 2012 وتبث من دول الاتحاد الأوروبي  وسوريا .  ويقع مقرها الرئيسي في مدينة القامشلي في محافظة الحسكة السورية وتحديداً في شمال شرق سوريا. ترددها 11353-27500-افقي

## عن القناة
تعتبر قناة روناهي أول قناة تلفزيونية كردية تخص الكرد في سوريا.  يتم نشر التقارير في الغالب باللغة الكردية ، بالإضافة إلى برامج ونشرات باللغتين العربية والإنجليزية أيضاً. 
تعمل القناة بجهود جماعية تطوعية بغالبيتها لـ 250 متطوعاً ويقع مقرها الرئيسي في القامشلي  ولديها فرق تقدم التقارير من منتطقتي كوباني وعفرين . 
تعرض صحفيي القناة للخطر وقُتل وأصيب العديد من الصحفيين العاملين في تلفزيون روناهي في الحرب الأهلية السورية ، ومن بينهم:
- مصطفى محمد، الذي توفي متأثراً بجراحه الناجمة عن انفجار لغم في 13 يوليو 2016 [4]
- كيندال كودي، الذي أصيب في نفس انفجار المنجم الذي أصيب به مصطفى [5]
- زكريا شيخو، الذي أصيب أثناء العملية العسكرية التركية في عفرين [6]